# Mickaël Ladhuie

a Compétitions nationales et continentales officielles uniquement.

Dernière mise à jour le 7 avril 2020.
Mickaël Ladhuie, né le 4 février 1982 à Toulouse, est un joueur de rugby à XV français qui évolue au poste de talonneur au sein de l'effectif de l'US Montauban.

## Carrière
- US Colomiers
- 2005-2007 : SC Albi
- 2007-2008 : USA Perpignan
- 2008-2013 : Montpellier Hérault rugby
- 2013-2017 : US Montauban

## Palmarès
- Vainqueur des phases finales du championnat de France Pro D2 : 2006